# New Edubiase
New Edubiase – miasto i stolica dystryktu Adansi South w Regionie Ashanti w Ghanie.